# Microsporum gypseum
Microsporum gypseum (лат.) — вид грибов-аскомицетов семейства Arthrodermataceae. представляет собой почвенный дерматофит, который, как известно, иногда колонизирует и заражает верхние отмершие слои кожи млекопитающих.
Название относится к бесполой «форме-таксону», которая связана с четырьмя родственными биологическими видами грибов: патогенными таксонами Arthroderma incurvatum, A. gypsea, A. fulva и непатогенным сапротрофом A. corniculata. Более поздние исследования ограничили M. gypseum[прояснить] двумя телеоморфными видами: A. gypseum и A. incurvatum. Конидиальные состояния A. fulva и A. corniculata отнесены к M. fulvum и M. boullardii.
Поскольку анаморфные состояния этих грибов настолько похожи, их можно надёжно идентифицировать только путём спаривания. Были обнаружены два спаривающихся штамма: «+» и «-». Классификация этого вида основана на характерно грубостенных, тупых, булавовидных, многоклеточных макроконидиях.
Синонимы включают Achorion gypseum, Microsporum flavescens, M. scorteum и M. xanthodes. В прошлом существовала номенклатурная путаница в использовании родовых названий Microsporum и Microsporon.